# 圣方济各堂 (费拉拉)
44°50′2.33″N 11°37′30.36″E / 44.8339806°N 11.6251000°E
圣方济各堂（Chiesa di San Francesco）是意大利费拉拉的一座罗马天主教教堂。1956年12月14日列为宗座圣殿。

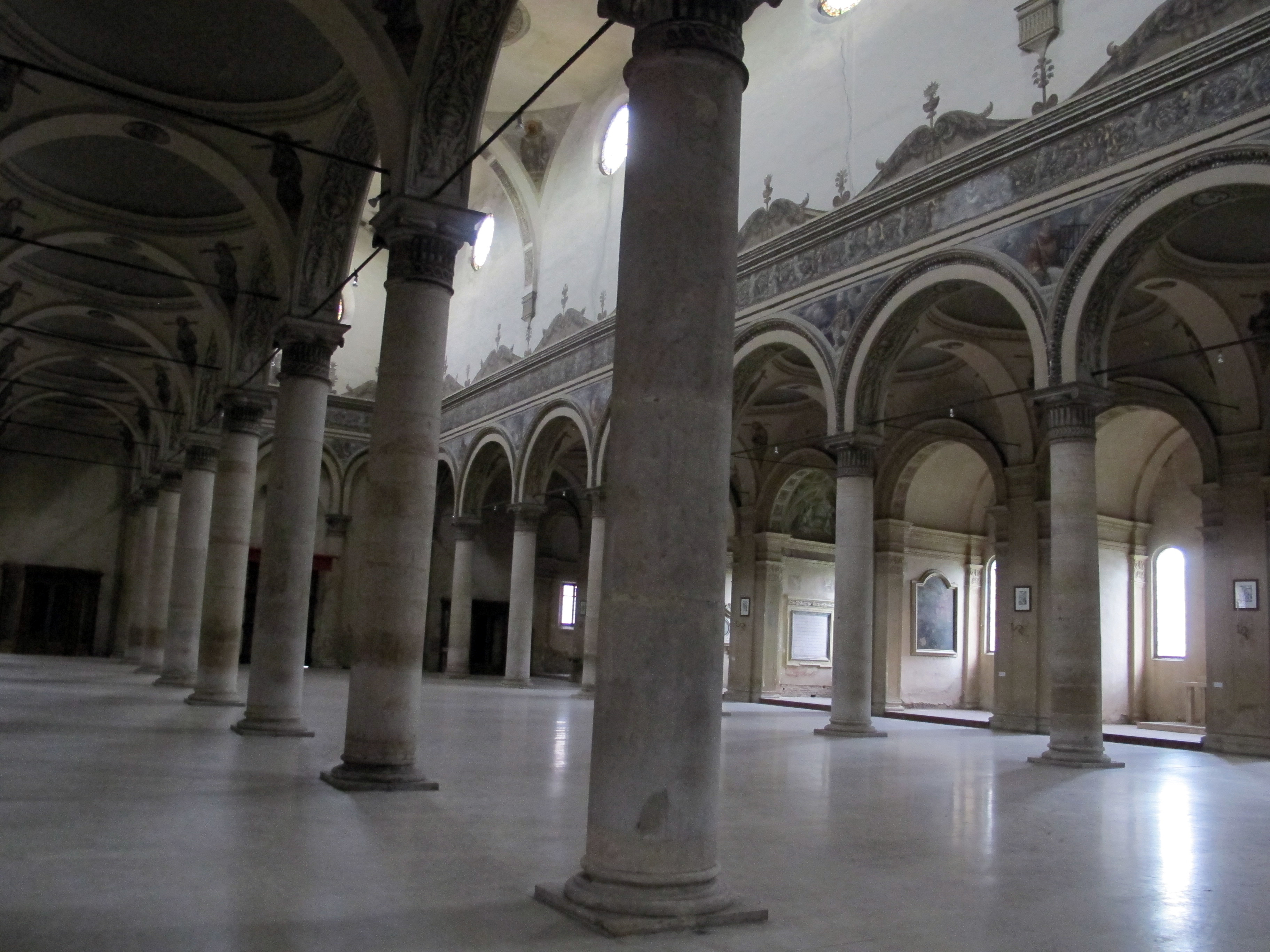

该堂建于1494年，由比亚焦·罗塞蒂设计。